# Басънкьой
„Басънкьой“ (на турски: Basınköy) е квартал на Истанбул, разположен в градска околия Бакъркьой. Общата му площ е 1,6 км2. Според данни на Адресната система за регистриране на населението (ABPRS) към 2024 г. населението на „Басънкьой“ е 6022 жители.